# Kevyn Adams
Kevyn William Adams (* 8. Oktober 1974 in Washington, D.C.) ist ein ehemaliger US-amerikanischer Eishockeyspieler, -trainer und derzeitiger -funktionär. Der Center bestritt zwischen 1997 und 2008 insgesamt 540 Partien für die Toronto Maple Leafs, Columbus Blue Jackets, Florida Panthers, Carolina Hurricanes, Phoenix Coyotes und Chicago Blackhawks in der National Hockey League. Seit Juni 2020 ist er als General Manager der Buffalo Sabres tätig.

## Karriere
Kevyn Adams begann seine Karriere in der Eishockeymannschaft der Miami University, für die er von 1992 bis 1996 in der Central Collegiate Hockey Association, einer Liga im Spielbetrieb der National Collegiate Athletic Association, spielte. In dieser Zeit wurde er während des NHL Entry Draft 1993 von den Boston Bruins in der ersten Runde als insgesamt 25. Spieler ausgewählt, für die er allerdings nie auflief. Nach einer Saison bei den Grand Rapids Griffins aus der International Hockey League, für die er sein Debüt im professionellen Eishockey gab, unterschrieb Adams 1997 als Free Agent einen Vertrag in der National Hockey League bei den Toronto Maple Leafs, für die er bis zum Expansion Draft im Jahr 2000 spielte, als er von den neu gegründeten Columbus Blue Jackets ausgewählt wurde.
Am 13. März 2001 wurde Adams zusammen mit einem Viertrunden-Wahlrecht für den NHL Entry Draft 2001 im Tausch für Ray Whitney an die Florida Panthers abgegeben. Sein nächster Wechsel erfolgte, als er am 16. Januar 2002 zusammen mit Bret Hedican und Tomáš Malec im Tausch für Sandis Ozoliņš und Byron Ritchie zu den Carolina Hurricanes transferiert wurde. Für Carolina spielte der Center bis 2007, wobei er die Zeit des Lockout in der NHL-Saison 2004/05 in der Deutschen Eishockey Liga bei den DEG Metro Stars überbrückte. Nach seiner Rückkehr zu den Hurricanes gewann er mit seiner Mannschaft 2006 den prestigeträchtigen Stanley Cup. Zu Beginn des Jahres 2007 wurde Adams zunächst an die Phoenix Coyotes abgegeben, die ihn im August desselben Jahres wiederum im Tausch für Radim Vrbata zu den Chicago Blackhawks weitergaben. Aufgrund einer Knieverletzung verpasste Adams schließlich einen Großteil der Saison 2007/08 und wurde am 7. Oktober 2008 von seinem Team, den Blackhawks, freigestellt.
Von 2011 bis 2013 war Adams als Assistenztrainer bei den Buffalo Sabres tätig. Zur Saison 2019/20 kehrte er als Senior Vice President of Business Administration in die Organisation zurück, ehe er bereits im Juni 2020 den bisherigen General Manager Jason Botterill ablöste.

## Erfolge und Auszeichnungen
- 1995 CCHA Second All-Star Team
- 2006 Stanley-Cup-Gewinn mit den Carolina Hurricanes

## Karrierestatistik

### International
Vertrat die USA bei:
- U20-Junioren-Weltmeisterschaft 1994
- Weltmeisterschaft 2005

(Legende zur Spielerstatistik: Sp oder GP = absolvierte Spiele; T oder G = erzielte Tore; V oder A = erzielte Assists; Pkt oder Pts = erzielte Scorerpunkte; SM oder PIM = erhaltene Strafminuten; +/− = Plus/Minus-Bilanz; PP = erzielte Überzahltore; SH = erzielte Unterzahltore; GW = erzielte Siegtore; 1 Play-downs/Relegation; Kursiv: Statistik nicht vollständig)